# 保罗·施陶布
保罗·施陶布（德語：Paul Staub，？—？），瑞士男子赛艇运动员。他曾代表瑞士参加1920年夏季奥林匹克运动会赛艇比赛，获得男子四人单桨有舵手金牌。